# 欲望心理学
欲望心理学（よくぼうしんりがく、Freedom Of Choice）はアメリカのロックバンド、ディーヴォの第3作アルバム。

## 収録曲
- 特記したもの以外は全てキャセール兄弟、マザーズバー兄弟の作詞・作曲。

1. 欲望の原理 - Girl U Want (2:55)
2. イッツ・ノット・ライト - It's Not Right (2:20)（キャセール）
3. ホイップ・イット - Whip It (2:37)
4. スノーボール - Snowball (2:28)
5. 愛が溢れる時 - Ton o' Luv (2:29)（キャセール）
6. 自由という名の欲望 - Freedom Of Choice (3:28)
7. 鉄の扉 - Gates Of Steel (3:26)（キャセール、マザーズバー、シュミット、スミス）
8. 冷たい戦争 - Cold War (2:30)
9. ドント・ユー・ノウ - Don't You Know (2:14)（マザーズバー）
10. ザッツ・ペップ! - That's Pep (2:17)（マザーズバー）
11. ミスターBのボールルーム - Mr. B's Ballroom (2:45)（マザーズバー）
12. プラネット・アース - Planet Earth (2:45)（キャセール）